# The Union
《The Union》은 싱어송라이터인 엘튼 존과 리언 러셀의 협업 스튜디오 음반으로, 2010년 10월 19일 미국에서, 그리고 동년 10월 25일에 영국에서 발매되었다. 이 음반은 1993년 《Duets》에 이어 엘튼 존의 두 번째 합동 음반이며, 1979년 음반 《Victim of Love》 이후 엘튼 존 밴드가 참여하지 않은 첫 번째 음반이다. 존에게는 1976년 《Blue Moves》 이후 빌보드 200에서 가장 높은 차트 기록을 세운 음반이기도 하고, 러셀에게도 1972년 《Carney》 이후 가장 높은 차트 기록을 세운 음반이기도 하다. 《The Union》은 《롤링 스톤》이 선정한 2010년 베스트 음반 30위 목록에서 3위를 차지했다.
이 음반에는 부커 T. 존스 (해먼드 B-3), 닐 영 (보컬), 로버트 랜돌프 (페달 스틸), 브라이언 윌슨 (보컬 하모니)의 참여가 담겨 있다. 이 음반은 발매 1년 전에 사망한 존의 키보디스트 가이 바빌론을 위해 헌정되었다.
〈If It Wasn't for Bad〉는 제53회 그래미 어워드 최우수 팝 협업상 후보에 올랐으며 〈Hey Ahab〉은 존의 콘서트 투어에서 주역이 되었다.

## 반응
| 전문가 평가          | 전문가 평가 |
| 총 점수              | 총 점수     |
| 출처                 | 점수        |
| -------------------- | ----------- |
| 메타크리틱           | 76/100      |
| 평가 점수            |             |
| 출처                 | 점수        |
| Allmusic             | [ 4 ]       |
| Clash                | [ 5 ]       |
| Consequence of Sound | [ 6 ]       |
| Contactmusic.com     | [ 7 ]       |
| Daily Mirror         | [ 8 ]       |
| Financial Times      | [ 9 ]       |
| The Guardian         | [ 10 ]      |
| The Independent      | [ 11 ]      |
| Los Angeles Times    | [ 12 ]      |
| Rolling Stone        | [ 13 ]      |
| Uncut                | 4/별        |

《The Union》는 비평가들이 이 두 사람이 지금까지 가장 잘한 작품 중 하나라고 칭찬하는 등 대부분 긍정적인 평가를 받았다. 이 음반은 《롤링 스톤》이 선정한 2010년 베스트 음반 30위 목록에서 3위에 올랐다.

## 곡 목록
| #   | 제목                                                                                  | 작사·작곡                        | 재생 시간 |
| --- | ------------------------------------------------------------------------------------- | -------------------------------- | --------- |
| 1.  | 〈If It Wasn't for Bad〉                                                              | 리언 러셀                        | 3:43      |
| 2.  | 〈Eight Hundred Dollar Shoes〉                                                        | 엘튼 존, 버니 토핀               | 3:23      |
| 3.  | 〈Hey Ahab〉                                                                          | 존, 토핀                         | 5:39      |
| 4.  | 〈Gone to Shiloh (Feat. 닐 영)〉                                                      | 존, 토핀                         | 4:50      |
| 5.  | 〈Hearts Have Turned to Stone (일부 CD 복사본에서 12번째 트랙으로 이동)〉             | 러셀                             | 3:47      |
| 6.  | 〈Jimmie Rodgers' Dream〉                                                             | 존, 토핀, T 본 버넷              | 3:42      |
| 7.  | 〈There's No Tomorrow〉                                                               | 존, 러셀, 버넷, 제임스 티모시 쇼 | 3:45      |
| 8.  | 〈Monkey Suit〉                                                                       | 존, 토핀                         | 4:46      |
| 9.  | 〈The Best Part of the Day〉                                                          | 존, 토핀                         | 4:45      |
| 10. | 〈A Dream Come True〉                                                                 | 존, 러셀                         | 5:07      |
| 11. | 〈I Should Have Sent Roses〉                                                          | 러셀, 토핀                       | 5:21      |
| 12. | 〈When Love Is Dying〉                                                                | 존, 토핀                         | 4:51      |
| 13. | 〈My Kind of Hell (아이튠즈 디지털 디럭스 LP, 디럭스 CD 및 바이닐 전용 보너스 트랙)〉 | 존, 토핀                         | 3:16      |
| 14. | 〈Mandalay Again (디럭스 CD 및 바이닐에 대한 보너스 트랙)〉                           | 존, 토핀                         | 4:54      |
| 15. | 〈Never Too Old (To Hold Somebody)〉                                                  | 존, 토핀                         | 4:58      |
| 16. | 〈In the Hands of Angels〉                                                            | 러셀                             | 4:43      |